# نترات السترونتيوم
 نترات السترونتيوم  مركب كيميائي له الصيغة Sr(NO3)2 ، ويكون على شكل بلورات بيضاء .

## الخواص
- ينحل مركب نترات السترونتيوم بشكل جيد جداً في الماء حيث يشكل محلول معتدلاً، أي أن الأس الهيدروجيني pH ≈ 7.
- لا ينحل مركب نترات السترونتيوم لا في الإيثانول ولا في الأسيتون.

## التحضير
يحضر مركب نترات السترونتيوم من تفاعل كربونات السترونتيوم مع حمض النتريك ذي تركيز 60% حسب المعادلة:
SrCO3 + 2HNO3 → Sr(NO3)2 + H2O + CO2
بتبخير المحلول الناتج نحصل على ملح نترات السترونتيوم الخالي من الماء. في حال ترك المحلول يتبرد ببطء دون تبخير نحصل على شكل رباعي الهيدرات (يتبلور مع أربع جزيئات ماء). يتميز رباعي الهيدرات من نترات السترونتيوم بأنه يتفتت بالتماس مع الهواء.
نحصل على الشكل الخالي من الماء مرة أخرى بالتسخين فوق 100°س. 

## الاستخدامات
يستخدم مركب نترات السترونتيوم في الألعاب النارية حيث يعطي لهباً أحمر.